# Nuovomondo
Nuovomondo película en coproducción entre Italia y Francia, dirigida por Emanuele Crialese y estrenada en el año 2006

## Argumento
En la Sicilia de 1900, una humilde familia de campesinos trabaja de sol a sol para mantenerse a flote económicamente. Esta rutina diaria se ve alterada por las fotografías que les envían los parientes que han emigrado a América. Salvatore, fascinado con la abundancia de esas tierras, decide vender todas sus propiedades para llevar a su familia al otro lado del charco. Sin embargo, el viaje no va a ser como ellos creen. Para llegar al "Nuevo mundo" tendrán que demostrar que son ciudadanos modernos.